# Wojciech Bogusławski
Pour les articles homonymes, voir Bogusławski.
Wojciech Romuald Bogusławski (né à Glinno le 9 avril 1757 mort à Varsovie le 23 juillet 1829) est un acteur,  dramaturge et directeur de théâtre polonais, considéré comme le père du théâtre polonais.

## Biographie
Wojciech Bogusławski est directeur du Théâtre national (Teatr Narodowy) qui, fondée en 1765, est la première scène nationale polonaise et l’une des plus anciennes en Europe.
Bogusławski la dirige durant les périodes 1783-1785, 1790-1794 et 1799-1814 et traduit pour ses acteurs les pièces françaises, anglaises, allemandes, italiennes et espagnoles. Il introduit aussi sur la scène polonaise la musique italienne et traduit plusieurs opéras. 
Le 4 juin 1811, au palais de Krasiński, Wojciech Bogusławski annonce officiellement la création de la première Ecole dramatique  et présente à ses excellents invités les douze premiers étudiants. L'école dure trois ans. Plus tard, les acteurs suivent des cours informels et il faut attendre 1932 pour que l'État polonais reconstitué en 1918 ouvre une nouvelle école (co-créé par Aleksander Zelwerowicz).
À l'époque où la Pologne disparaît des cartes de l'Europe à la suite des partages de ses territoires entre ses voisins, Bogusławski croit que le théâtre est une arme dans la lutte pour l'éducation patriotique, morale et esthétique de spectateurs. Il prônait un modèle du théâtre de droits civils, politiques et impliqué dans la vie de la nation comme un moyen de préserver l'identité polonaise à travers la langue, les coutumes et traditions nationales représentées.